# Gaspar de Borja y Velasco

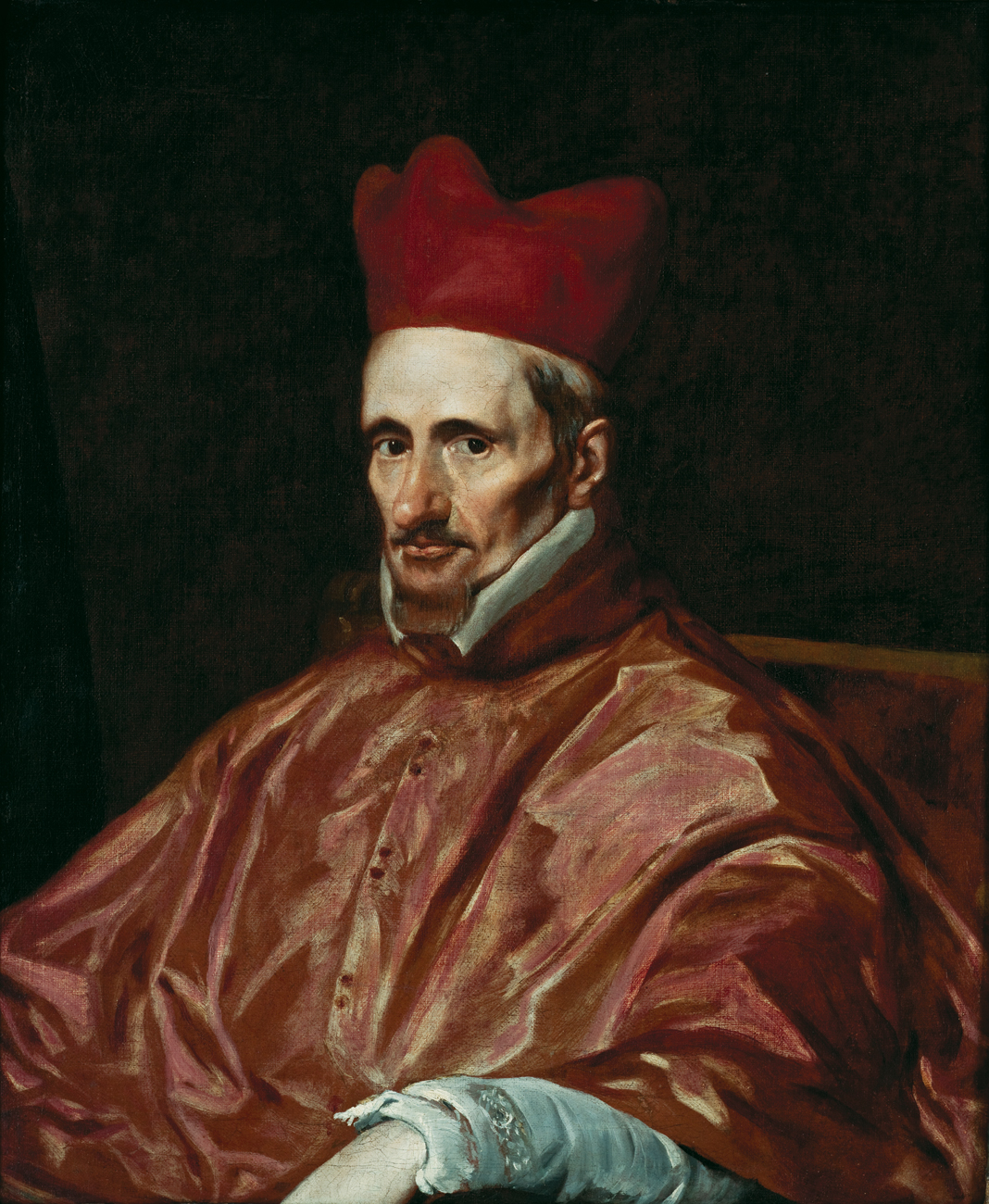
Kardinal Gaspar de Borja y Velasco (Ölgemälde von Diego Velázquez, ca. 1643)

Gaspar de Borja y Velasco (* 26. Juni 1580 in Villalpando; † 28. Dezember 1645 in Madrid) war ein Kardinal der Römisch-katholischen Kirche und Erzbischof von Sevilla von 1632 bis 1645 und von Toledo 1645.

## Leben

Kardinalswappen (schematische Darstellung)

Gaspar de Borja y Velasco stammte aus dem spanischen Hochadel. Seine Familie wies mit Kalixt III. und Alexander VI. zwei Päpste auf. Sein Großvater war der heiliggesprochene Jesuitengeneral Francisco de Borja. Seinen Aufstieg in der kirchlichen Hierarchie verdankt er vor allem dem Duque de Lerma, einem Günstlings-Minister von Philipp III. Die Ernennung zum Kardinal der Titelkirche Santa Susanna erfolgte am 17. August 1611. 1616 wechselte er zur Titelkirche Santa Croce in Gerusalemme. Sein Amt übte er in Rom aus, wo er den Kronkardinal Antonio Zapata y Cisneros unterstützte.
Indigniert zeigte er sich, als der aus dem niederen Adel entstammende Kardinal Gabriel Trejo Paniagua statt seiner die spanischen Kronkardinäle in Rom anführte. Während Trejo nach dem Sturz seines Förderers an politischem Einfluss verlor, spielte Kardinal Borja auch danach noch eine große Rolle an der Kurie. Von 1631 bis 1634 war Borja in Rom hauptamtlicher Botschafter der spanischen Krone. Auf Anweisung des spanischen Königs drohte er im Konsistorium vom 8. März 1632 dem aus Sicht Spaniens zu frankreichfreundlichen Papst Urban VIII. mit einem auf dessen Absetzung zielenden Prozess. Klagegrund wäre das Bündnis mit dem evangelischen Gustav II. Adolf von Schweden gewesen – aus Sicht der Kirche ein Ketzer. Urban VIII. passte seine Politik daraufhin etwas an, sorgte allerdings auch dafür, dass Borja als Erzbischof von Sevilla dorthin zurückkehrte.